# Světový pohár v běhu na lyžích 1991/1992
Světový pohár v běhu na lyžích 1991/92 byl jedenáctým ročníkem Světového poháru v běhu na lyžích pod záštitou Mezinárodní lyžařské federace (FIS). Muži i ženy odjeli celkem 12 individuálních závodů a 5 štafet. Celkovými vítězi se stali Nor Bjørn Dæhlie a Ruska Jelena Välbeová.

## Výsledky závodů

### Muži
| No.                                            | Datum             | Místo           | Závod                   | Vítěz         | 2. místo         | 3. místo                | Ref. |
| 1                                              | 7. prosinec 1991  | Silver Star, BC | 10 km K                 | Vegard Ulvang | Vladimir Smirnov | Terje Langli            |      |
| 2                                              | 8. prosinec 1991  | Silver Star, BC | 25 km K                 | Vegard Ulvang | Bjørn Dæhlie     | Silvio Fauner           |      |
| 3                                              | 14. prosinec 1991 | Thunder Bay     | 30 km V                 | Bjørn Dæhlie  | Vegard Ulvang    | Kristen Skjeldal        |      |
| 4                                              | 4. leden 1992     | Kavgolovo       | 30 km K                 | Bjørn Dæhlie  | Vegard Ulvang    | Vladimir Smirnov        |      |
| 5                                              | 11. leden 1992    | Cogne           | 15 km V                 | Bjørn Dæhlie  | Torgny Mogren    | Sigurd Brørs            |      |
| Zimní olympijské hry 1992 (8. - 23. únor 1992) |                   |                 |                         |               |                  |                         |      |
| 6                                              | 10. únor 1992     | Albertville     | 30 km K *               | Vegard Ulvang | Bjørn Dæhlie     | Terje Langli            |      |
| 7                                              | 13. únor 1992     | Albertville     | 10 km K *               | Vegard Ulvang | Marco Albarello  | Christer Majbäck        |      |
| 8                                              | 15. únor 1992     | Albertville     | 15 km V stíhací závod * | Bjørn Dæhlie  | Vegard Ulvang    | Giorgio Vanzetta        |      |
| 9                                              | 22. únor 1992     | Albertville     | 50 km V *               | Bjørn Dæhlie  | Maurilio De Zolt | Giorgio Vanzetta        |      |
| 10                                             | 29. únor 1992     | Lahti           | 15 km K                 | Bjørn Dæhlie  | Vegard Ulvang    | Pål Gunnar Mikkelsplass |      |
| 11                                             | 7. březen 1992    | Funäsdalen      | 30 km V                 | Torgny Mogren | Bjørn Dæhlie     | Vladimir Smirnov        |      |
| 12                                             | 14. březen 1992   | Vang            | 50 km K                 | Vegard Ulvang | Michail Botvinov | Luboš Buchta            |      |

### Ženy
| No.                                            | Datum             | Místo           | Závod                   | Vítěz                      | 2. místo              | 3. místo                   | Ref. |
| 1                                              | 7. prosinec 1991  | Silver Star, BC | 5 km K                  | Jelena Välbeová            | Stefania Belmondová   | Světlana Nagejkinová       |      |
| 2                                              | 8. prosinec 1991  | Silver Star, BC | 15 km K                 | Stefania Belmondová        | Jelena Välbeová       | Ljubov Jegorovová          |      |
| 3                                              | 14. prosinec 1991 | Thunder Bay     | 5 km V                  | Jelena Välbeová            | Ljubov Jegorovová     | Elin Nilsen                |      |
| 4                                              | 4. leden 1992     | Kavgolovo       | 15 km K                 | Jelena Välbeová            | Marjut Roligová       | Marja-Liisa Kirvesniemiová |      |
| 5                                              | 11. leden 1992    | Cogne           | 30 km V                 | Stefania Belmondová        | Elin Nilsen           | Trude Dybendahlová         |      |
| Zimní olympijské hry 1992 (8. - 23. únor 1992) |                   |                 |                         |                            |                       |                            |      |
| 6                                              | 9. únor 1992      | Albertville     | 15 km K *               | Ljubov Jegorovová          | Marjut Roligová       | Jelena Välbeová            |      |
| 7                                              | 13. únor 1992     | Albertville     | 5 km K *                | Marjut Roligová            | Ljubov Jegorovová     | Jelena Välbeová            |      |
| 8                                              | 15. únor 1992     | Albertville     | 10 km V stíhací závod * | Ljubov Jegorovová          | Stefania Belmondová   | Jelena Välbeová            |      |
| 9                                              | 21. únor 1992     | Albertville     | 30 km V *               | Stefania Belmondová        | Ljubov Jegorovová     | Jelena Välbeová            |      |
| 10                                             | 29. únor 1992     | Lahti           | 30 km K                 | Stefania Belmondová        | Inger Helene Nybråten | Marjut Roligová            |      |
| 11                                             | 7. březen 1992    | Funäsdalen      | 5 km K                  | Marja-Liisa Kirvesniemiová | Trude Dybendahlová    | Ljubov Jegorovová          |      |
| 12                                             | 14. březen 1992   | Vang            | 15 km V                 | Jelena Välbeová            | Ljubov Jegorovová     | Stefania Belmondová        |      |

### Týmové závody
| Datum           | Místo       | Závod     | Vítěz                                                                           | 2. místo                                                                        | 3. místo                                                                                 | Složení | Ref. |
| 5. leden 1992   | Kavgolovo   | 4×10 km   | -                                                                               | -                                                                               | -                                                                                        | muži    | -    |
| 5. leden 1992   | Kavgolovo   | 4×5 km    | -                                                                               | -                                                                               | -                                                                                        | ženy    | -    |
| 12. leden 1992  | Cogne       | 4×10 km   | -                                                                               | -                                                                               | -                                                                                        | muži    | -    |
| 12. leden 1992  | Cogne       | 4×5 km    | -                                                                               | -                                                                               | -                                                                                        | ženy    | -    |
| 15. únor 1992   | Albertville | 4×10 km   | Norsko Terje Langli Vegard Ulvang Kristen Skjeldal Bjørn Dæhlie                 | Itálie Giuseppe Pulie Marco Albarello Giorgio Vanzetta Silvio Fauner            | Finsko Mika Kuusisto Harri Kirvesniemi Jari Räsänen Jari Isometsä                        | muži    | -    |
| 15. únor 1992   | Albertville | 4×5 km *  | SNS Jelena Välbeová Raisa Smetaninová Larisa Lazutinová Ljubov Jegorovová       | Norsko Solveig Pedersenová Inger Helene Nybråten Trude Dybendahlová Elin Nilsen | Itálie Bice Vanzetta Manuela Di Centaová Gabriella Paruzziová Stefania Belmondová        | ženy    | -    |
| 1. březen 1992  | Lahti       | 4×10 km * | SNS Andrej Kirilov Michail Botvinov Alexej Prokurorov Vladimir Smirnov          | Norsko Terje Langli Vegard Ulvang Bjørn Dæhlie Kristen Skjeldal                 | Finsko Mika Myllylä Jukka Hartonen Jari Räsänen Jari Isometsä                            | muži    |      |
| 8. březen 1992  | Funäsdalen  | 4×10 km K | Norsko Sture Sivertsen Terje Langli Vegard Ulvang Bjørn Dæhlie                  | SNS Andrej Kirilov Michail Botvinov Alexej Prokurorov Vladimir Smirnov          | Švédsko Jyrki Ponsiluoma Jan Ottosson Torgny Mogren Henrik Forsberg                      | muži    |      |
| 8. březen 1992  | Funäsdalen  | 4×5 km K  | Norsko Solveig Pedersenová Inger Helene Nybråten Elin Nilsen Trude Dybendahlová | SNS Jelena Välbeová Larisa Lazutinová Světlana Nagejkinová Ljubov Jegorovová    | Finsko Sirpa Ryhänen Riikola Marjut Roligová Jaana Savolainen Marja-Liisa Kirvesniemiová | ženy    |      |
| 15. březen 1992 | Vang        | 4×5 km    | -                                                                               | -                                                                               | -                                                                                        | ženy    | -    |

- Poznámka: závody označené * byly součástí Zimních olympijských her 1992, jejich výsledky se však započítávaly i do hodnocení Světového poháru

## Celkové pořadí
| Umístění | Lyžař             | Země    | Body |
| -------- | ----------------- | ------- | ---- |
| 1.       | Bjørn Dæhlie      | Norsko  | 198  |
| 2.       | Vegard Ulvang     | Norsko  | 196  |
| 3.       | Vladimir Smirnov  | SNS     | 93   |
| 4.       | Terje Langli      | Norsko  | 83   |
| 5.       | Torgny Mogren     | Švédsko | 73   |
| 6.       | Michail Botvinov  | SNS     | 51   |
| 7.       | Harri Kirvesniemi | Finsko  | 48   |
| 7.       | Kristen Skjeldal  | Norsko  | 48   |
| 9.       | Christer Majbäck  | Švédsko | 45   |
| 9.       | Marco Albarello   | Itálie  | 42   |

| Umístění | Lyžařka                    | Země    | Body |
| -------- | -------------------------- | ------- | ---- |
| 1.       | Jelena Välbeová            | SNS     | 169  |
| 2.       | Stefania Belmondová        | Itálie  | 156  |
| 3.       | Ljubov Jegorovová          | SNS     | 152  |
| 4.       | Marjut Roligová            | Finsko  | 122  |
| 5.       | Elin Nilsenová             | Norsko  | 98   |
| 6.       | Inger Helene Nybråten      | Norsko  | 96   |
| 7.       | Trude Dybendahlová         | Norsko  | 87   |
| 8.       | Marie-Helene Westinová     | Švédsko | 56   |
| 9.       | Manuela Di Centaová        | Itálie  | 54   |
| 10.      | Marja-Liisa Kirvesniemiová | Finsko  | 50   |